# 山本尚
山本 尚（やまもと ひさし、Hisashi Yamamoto、1943年〈昭和18年〉7月16日 - ）は、日本の化学者（有機合成化学）。名古屋大学名誉教授、シカゴ大学名誉教授。中部大学分子性触媒研究センターセンター長。学位は、Ph.D.（ハーバード大学・1971年）。ノーベル化学賞の有力候補。文化功労者。勲等は瑞宝中綬章。兵庫県神戸市出身。
東レ基礎研究所博士研究員、京都大学工学部講師、ハワイ大学准教授、名古屋大学工学部教授、シカゴ大学アーサー・コンプトンディスティングイッシュトプロフェッサーなどを歴任。2020年に初の著書『日本人は論理的でなくていい』を出した。

## 業績
第13族元素であるホウ素やアルミニウムを含む分子性酸触媒、不斉酸触媒、複合酸触媒、環境調和型触媒を設計、合成することによって、炭素‐炭素結合形成反応を制御することに成功したことで知られている。東レでの勤務を経て、京都大学、ハワイ大学、名古屋大学、シカゴ大学、中部大学などで教鞭を執った。

## 略歴

### 生い立ち
1961年、灘高等学校卒業。1967年、京都大学工学部工業化学科を卒業後、ハーバード大学の大学院に進学し、化学科でイライアス・コーリーより指導を受ける。1971年、ハーバード大学の博士課程を修了した。

### 化学者として
帰国後は、東レの基礎研究所にて博士研究員となった。京都大学に移り、工学部にて助手や講師を務めた。ハワイ大学に移り、准教授に就任した。名古屋大学に転じ、工学部にて助教授や教授を務めた。その後、シカゴ大学に移り、化学科にてアーサー・コンプトンディスティングイッシュトプロフェッサーとなった。帰国後、中部大学に転じて教授となり、分子性触媒研究センターのセンター長を兼務した。なお、名古屋大学およびシカゴ大学より名誉教授の称号が授与されている。

## 研究
アルミニウムを中心とした、ルイス酸触媒研究の第一人者。高度にデザインされた有機配位子を結合させたルイス酸により精密な分子認識を行い、多くの有用な不斉反応を生み出している。開発したいくつかの試薬は市販されている。

## 年譜
- 1967年（昭和43年） 京都大学工学部工業化学科卒業[1]
- 1971年 ハーバード大学化学科大学院博士課程修了（指導教官イライアス・コーリー）[1]
- 1971年 東レ基礎研究所博士研究員
- 1972年 京都大学工学部助手[1]
- 1976年 京都大学工学部講師[1]
- 1977年 ハワイ大学准教授[1]
- 1980年 名古屋大学工学部助教授[1]
- 1983年 名古屋大学工学部教授[1]
- 1984年 名古屋大学名誉教授
- 2002年（平成14年） シカゴ大学化学科アーサー・コンプトンディスティングイッシュトプロフェッサー
- 2011年 中部大学教授、分子性触媒研究センター長
- 2012年 シカゴ大学名誉教授
- 2016年 日本化学会会長

## 賞歴
- 1988年 日本IBM科学賞[1]
- 1992年 中日文化賞
- 1993年  プレローグ・メダル
- 1996年  東レ科学技術賞
- 2004年 Yamada-Koga prize（微生物化学研究会）
- 2006年 テトラヘドロン賞（英国）科学界
- 2007年 フンボルト賞（ドイツ）、日本学士院賞[6]
- 2009年 American Chemical Society Award for Creative Work in Synthetic Organic Chemistry（アメリカ化学会）
- 2011年 野依賞
- 2012年 藤原賞
- 2016年 東海テレビ文化賞[7]
- 2017年 ロジャー・アダムス賞

## 栄典
- 2002年 紫綬褒章
- 2018年 瑞宝中綬章[8][9]、文化功労者[10]

## 著書
- 『日本人は論理的でなくていい』（産経新聞出版、2020年 ISBN 978-481911391-5）
- 『日本の問題は文系にある なぜ日本からイノベーションが消えたのか』（産経新聞出版、2022年 ISBN 978-481911409-7）

## 門下生
- 丸岡啓二（京大・理）
- 石原一彰（名大・工）
- 大井貴史（名大・ITbM）
- 斎藤進（名大・理）